# Canillas (Madrid)
Canillas és un barri de Madrid integrat en el districte d'Hortaleza. Té una superfície de 251,70 hectàrees i una població de 43.780 habitants (2009).
Limita al nord amb Pinar del Rey, a l'est amb Corralejos (districte de Barajas), al sud amb Piovera i a l'oest amb Colina (Ciudad Lineal). Està delimitat al nord per la Gran Via de Hortaleza i els carrers Arequipa i Aconcagua, a l'est pel carrer Manuel Azaña, a l'oest pels carrers Mesena i Asura, i al sud pels carrers Moscatelar i Silvano.
Dins del seu territori hi ha l'estació de Canillas de la Línia 4 del metro de Madrid.